# Дапънван
Дапънван (Мирс) (на китайски: 大鹏湾) е залив в северната част на Южнокитайско море, край бреговете на Южен Китай, в провинция Гуандун. На запад се загражда от полуостров Дзюлун Вдава се в сушата на север на около 22 km, ширината му варира от 10 до 18 km, а дълбочината до 22 m. По западното му крайбрежие навътре в сушата се вдават многочислени по-малки заливи, добре защитени от ветровете и удобни за котвени стоянки на морските кораби. Бреговете ме са високи и стръмни. В него са разположени множество малки острови – Цюйдао, Шуандао, Панджоу и др. Приливите са неправилни полуденонощни с височина до 3 m.